# El miracle d'Anna Sullivan
 El miracle d'Anna Sullivan (títol original en anglès: The Miracle Worker) és una pel·lícula dels Estats Units d'Arthur Penn estrenada el 1962. Ha estat doblada al català.

## Argument[2]
Els pares d'una noia cega, sorda i muda, criden a una institutriu especialitzada, ella mateixa mig cega. Helen Keller (Patty Duke) no hi sent, no hi veu i no parla, no li queda més que el tacte principal dominant d'una estructura completament enderrocada i sense esperança.
Anne Sullivan (Anne Bancroft), educadora de mètodes revolucionaris que no té en principi cap afinitat amb Helen, considerada només com una eina de treball, ha d'exercir el seu ofici provant sentiments per a aquesta nena tancada en un món tancat. La competició és doble, ajudar a Helen per la seva feina i vèncer les seves reticències als sentiments.
La lluita s'acarnissa, en un principi Helen es nega a cooperar, els pares que no veuen cap progrés són hostils envers Annie que s'ha de barallar fortament per conservar la confiança d'un cercle cada vegada més escèptic. Annie manté el seu poder dominant, tot l'equilibri relacional tendeix en aquesta pressió fortament mantinguda per una educadora incitada a no deixar res a una petita minusvàlida rebel que a poc a poc abandona els seus instints de resistència per finalment sotmetre's a una llei, la del saber per la voluntat d'aprendre i d'obrir-se al món. Finalment els primers resultats encoratjadors arriben. Helen es desperta, la transformació és fulminant. Els combats finalment acaben, una llarga pressió final unirà aquests dos esperits finalment apaivagats.

## Repartiment
- Anne Bancroft: Anne Sullivan
- Patty Duke: Helen Keller
- Victor Jory: capità Keller
- Inga Swenson: Kate Keller
- Andrew Prine: James Keller

## Premis i nominacions[calcitació]

### Premis
- 1963: Oscar a la millor actriu per Anne Bancroft
- 1963: Oscar a la millor actriu secundària per Patty Duke
- 1963: BAFTA a la millor actriu estrangera per Anne Bancroft

### Nominacions
- 1963: Oscar al millor director per Arthur Penn
- 1963: Oscar al millor guió adaptat per William Gibson
- 1963: Oscar al millor vestuari per Ruth Morley
- 1963: Globus d'Or a la millor pel·lícula dramàtica
- 1963: Globus d'Or a la millor actriu dramàtica per Anne Bancroft
- 1963: Globus d'Or a la millor actriu secundària per Patty Duke
- 1963: BAFTA a la millor pel·lícula